# Organisation européenne pour la recherche nucléaire
«  CERN » redirige ici. Pour les autres significations, voir Cern.
L’Organisation européenne pour la recherche nucléaire, aussi appelée laboratoire européen pour la physique des particules et couramment désignée sous l'acronyme CERN  ou Cern (du nom du Conseil européen pour la recherche nucléaire, organe provisoire institué en 1952), est le plus grand centre de physique des particules du monde.
Il se situe à quelques kilomètres de Genève, en Suisse, à cheval sur la frontière franco-suisse, sur les communes de Meyrin, Prévessin-Moëns et Saint-Genis-Pouilly. Les anneaux des accélérateurs s'étendent notamment sous les communes françaises de Saint-Genis-Pouilly et Ferney-Voltaire (département de l'Ain).

## Histoire

### Création
Au lendemain de la Seconde Guerre mondiale, la recherche européenne en physique est quasi inexistante, alors qu'elle était au sommet de sa gloire quelques années auparavant. C'est dans ces conditions que le Français Louis de Broglie, prix Nobel de physique en 1929, lance l'idée, lors de la conférence européenne de la culture tenue à Lausanne en 1949, de créer un laboratoire scientifique européen.
En 1952, avec le soutien de l'UNESCO, qui favorise la création de laboratoires scientifiques régionaux (et notamment l'appui du physicien  Pierre Auger qui dirige alors à l'UNESCO le département des sciences exactes et naturelles), onze gouvernements européens décident de créer un Conseil européen pour la recherche nucléaire (CERN). C'est lors d'une réunion à Amsterdam que le site où les installations du CERN seront implantées est choisi : ce sera en Suisse, sur la commune de Meyrin, située contre la frontière franco-suisse, près de Genève.

### Évolution du site
Les premiers travaux pour la construction du laboratoire et de son accélérateur commencent au mois de mai 1954. Le 29 septembre 1954, la convention du CERN est ratifiée par 12 États européens et le CERN est officiellement créé ; il se nomme maintenant Organisation européenne pour la Recherche nucléaire.
En 1957, le premier accélérateur, le Synchro-Cyclotron (SC) à protons, est mis en service. Le premier gros accélérateur, un synchrotron à protons (PS), du CERN est inauguré le 5 février 1960 par le physicien danois Niels Bohr.

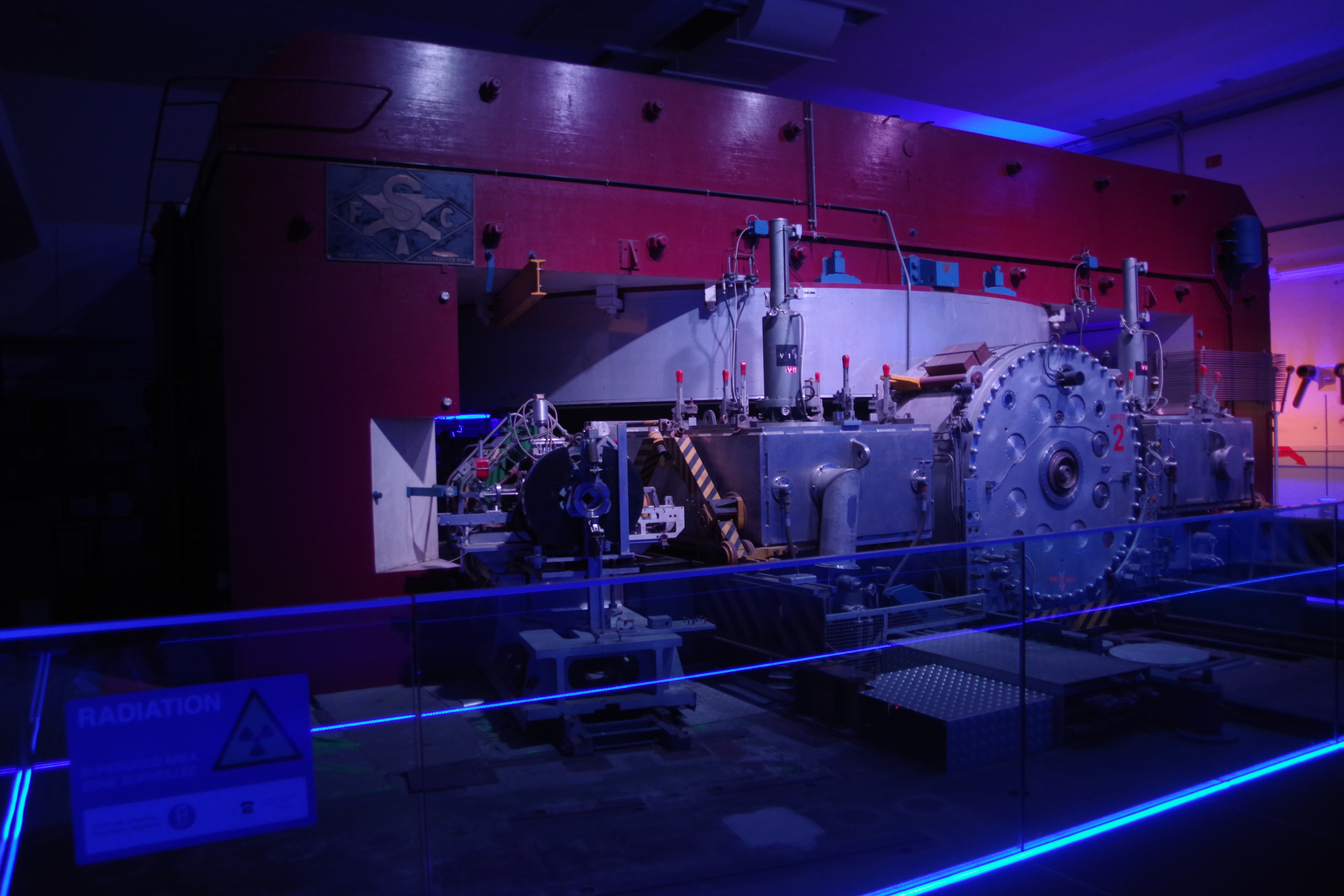
Synchrocyclotron.

Les physiciens des accélérateurs plaident pour la construction d’un collisionneur, les ISR, et obtiennent gain de cause lors de la session du conseil de décembre 1965. Les travaux débutent l’année suivante.
Ainsi, en 1965, le gouvernement français accorde le droit au CERN d'agrandir son domaine sur le sol français. La même année, la construction des anneaux de stockage à intersections (ISR) est approuvée, leur mise en service est prévue pour 1971. Le savant Kjell Johnsen est nommé chef de ce projet des anneaux de stockage à intersections (ISR) à l’époque de leur construction. En 1967, un accord est passé avec la France et l'Allemagne cette fois pour la construction d'une chambre à bulles à hydrogène. Un second laboratoire est construit en 1971 pour y placer le Super Synchrotron à Protons (SPS) de sept kilomètres de circonférence. En 1976, les deux laboratoires seront réunis.

### Anneaux de stockage à intersections
L'histoire de l’informatique au CERN débute par un IBM 709 en 1961, remplacé par le 7090, utilisant des transistors, puis le miniordinateur, « généralement directement connecté aux équipements des halls des expériences », est chargé « d'enregistrer les données sur des bandes envoyées au centre de calcul pour analyse », en particulier au moment du déploiement des anneaux de stockage à intersections.

#### Premières collisions protons-protons
De son côté, le collisionneur ISR, le seul au monde, déploie des avec ses[pas clair] « anneaux de stockage », appelés aussi « anneaux de collision ». Les deux structures sont « entrelacées » « avec[C'est-à-dire ?] des diamètres de 150 mètres » et bâtis pour 330 millions de francs suisses et dans les délais voulus, se révèle un « excellent instrument pour la physique des particules », débouchant sur de nombreux résultats importants, qui font au XXIe siècle toujours partie des connaissances de base en physique des particules. Ce premier collisionneur proton-proton au monde, recourt à un grand détecteur dans un gros aimant à champ fractionné (SFM), un « grand spectromètre polyvalent conçu par Jack Steinberger, au point d'intersection de l'ISR »,.
Avec cet ISR, il n'y a plus un faisceau de particules, mais deux, se percutant l'un l'autre au lieu de frapper une cible fixe, ce qui procure une énergie décuplée. L'objectif est de détecter la quantité et le type de particules qui sont produites lorsque les protons se bombardent, pour découvrir le quark, dont l'existence a été proposée en 1964 par Murray Gell-Mann.

#### Des millions de photographies pour calculer les trajectoires
Le CERN prévoit alors d'avoir avant fin 1972 trois très grands détecteurs, deux chambres à bulles - BEBC et Gargamelle - et une chambre à étincelles, Oméga, avec[pas clair] une variante, « des chambres à fils, où les plaques métalliques sont remplacées par une multitude de fils parallèles », l'ensemble autorisant pour chaque chambre chambre plusieurs millions de photographies des traces laissées par le passage des particules, sur lesquelles « un appareil automatique effectue des mesures » identifiant le lieu où s'est produite l'interaction, transmises à un ordinateur qui calcule la vitesse des particules et la direction de leur trajectoire, ce qui requiert plusieurs très grosses calculatrices scientifiques, quelques machines moyennes et une quinzaine de petites. Le budget du CERN passe ainsi de 90 millions de francs suisses en 1957 à 140 millions en 1964 puis 300 millions en 1968 et 350 millions en 1970. Le développement de détecteurs de traces est concentré sur la chambre proportionnelle multifils mise au point par Georges Charpak. Les données sont centralisées sur la dizaine de PDP-11, dont la capacité de calcul est augmentée en recourant rapidement à celle d'un CII 10070, ordinateur moyen "spécifiquement destiné à une analyse des données en temps réel", avec des terminaux, via une liaison interne appelée Réseau Omnet, projet mis en place 1969 ou avant, dont les demandes ont changé en 1971, et qui a relié en tout une cinquantaine d'ordinateurs du CERN. 
Bob Russell et Bob Doran y inventent le langage informatique PL-11 pour relier les ordinateurs CII et DEC. À la fin des années 1960, plus de 50  miniordinateurs sont disséminés au CERN, qui développe ainsi différents systèmes communications informatiques (FOCUS, OMNET, CERNET), lesquels grandissent ensuite, lui permettant dans les années 1990, de devenir « le plus grand point d’échange internet d’Europe, voyant transiter 80 % de la capacité européenne d’Internet ».

#### Événement de l'hiver 1970-1971
Le 6 novembre 1970, le Cern lance avec succès les essais du premier grand anneau de stockage, dont la construction a commencé quatre ans avant, permettant d'y lancer des protons accélérés par le SPS et de tenter de les y faire séjourner en attendant la construction du second anneau, pour ensuite débuter les premières expériences de collision. Dans la nuit du 26 au 27 janvier, les protons du premier anneau entrent bien en collision avec ceux du second, à une cadence de 1000 chocs par seconde, dont 10 % environ effectivement enregistrés, dégageant une énergie de 470 milliards d'électrons-volts, soit bien plus qu'attendu pour les deux grands accélérateurs de particules en construction aux États-Unis ou projeté en Europe. Avec cette réussite, le CERN apparait comme « le seul organisme qui permette encore de croire que la coopération scientifique est possible en Europe ».

### Construction du LEP
En 1981, il est décidé de construire le Large Electron Positron collider (LEP, soit « Grand collisionneur électrons-positrons »), dans un tunnel d'une circonférence de 27 kilomètres. Il est alors le plus grand accélérateur de particules du monde et le plus puissant collisionneur de leptons. Il est inauguré le 13 novembre 1989. Ce n'est qu'avec le LHC ou Grand collisionneur de hadrons, mis en service le 10 septembre 2008 et qui réutilise son tunnel, qu'il est détrôné.

### Remplacement du LEP par le LHC

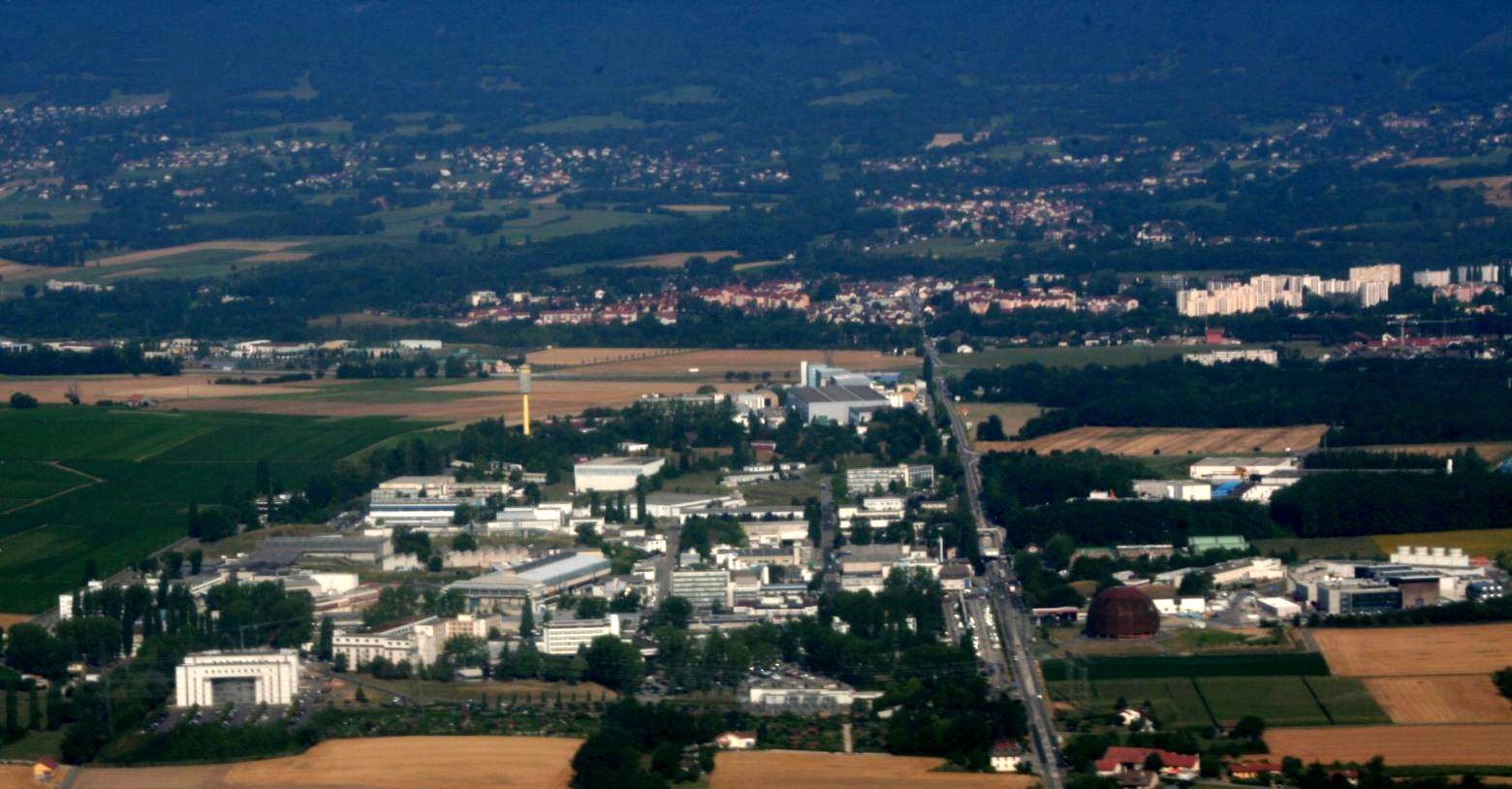
Le principal site du CERN, sur la frontière franco-suisse près de Genève.

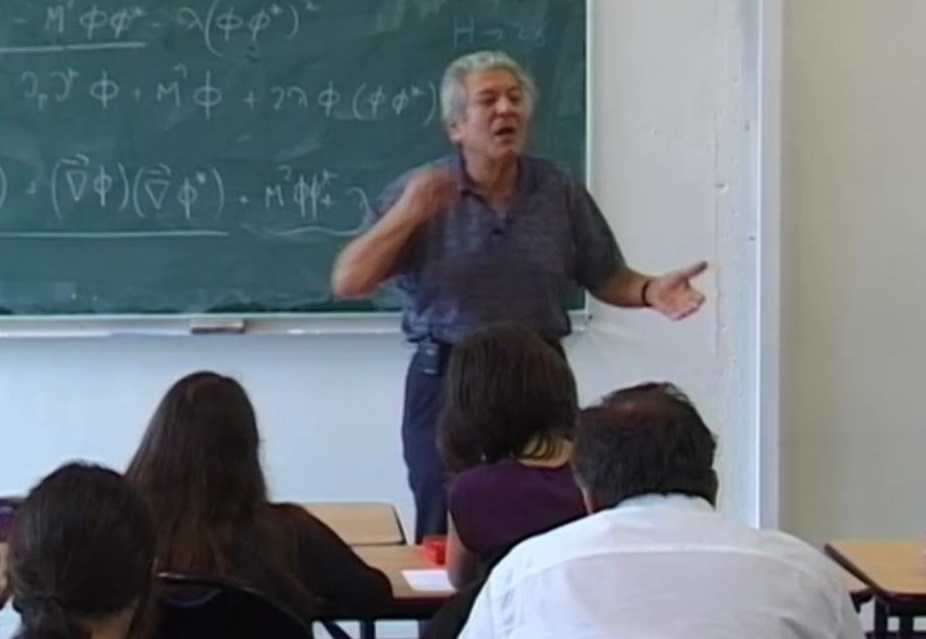
Séminaire sur la physique du LHC par Jean Iliopoulos (2009).

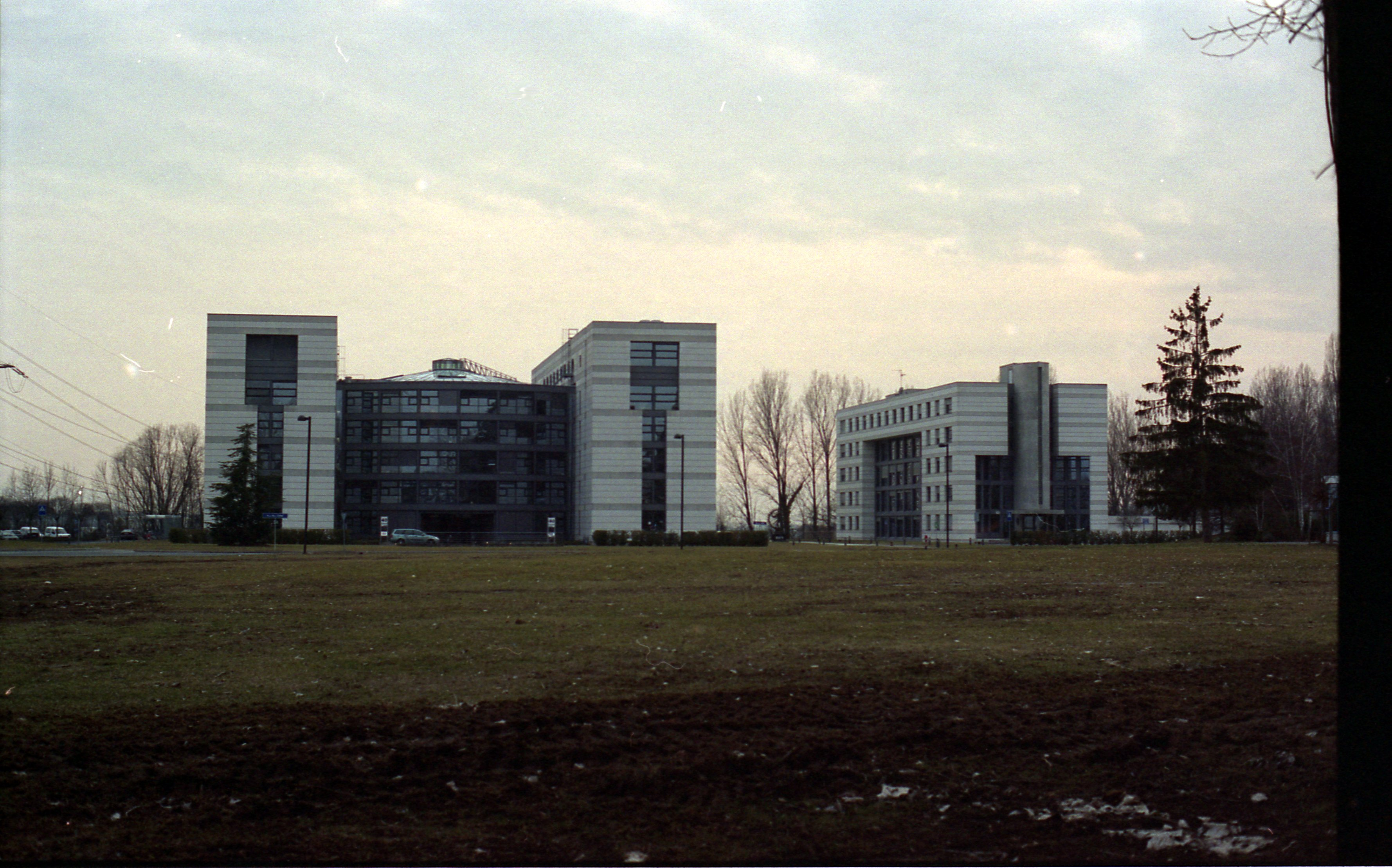
Bâtiments.

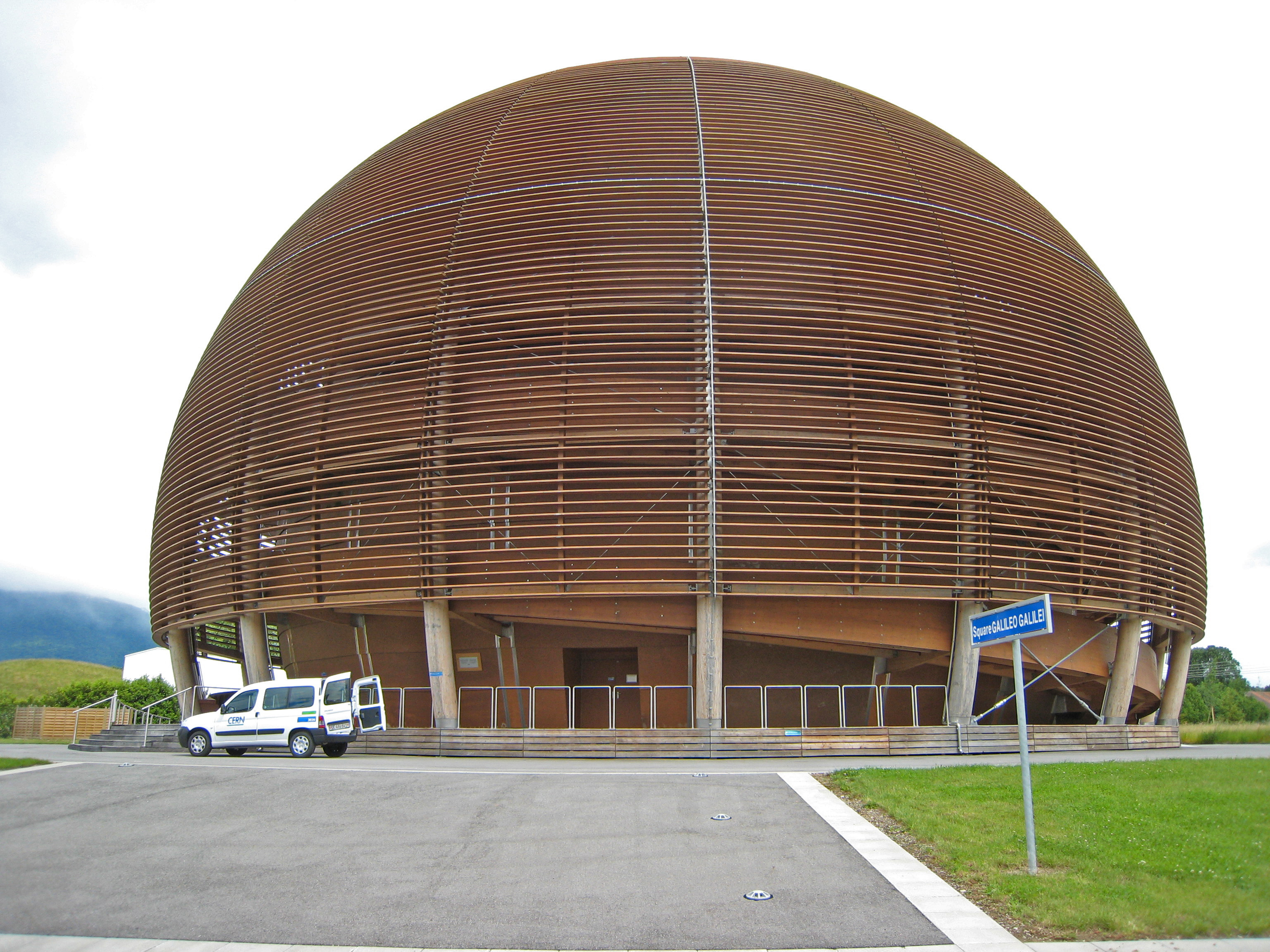
Le Globe de la Science et de l'Innovation.

En 1994, la construction du Large Hadron Collider (LHC ou Grand collisionneur de hadrons en français) est approuvée. Intéressé, le Japon devient un État observateur à la suite de ses contributions financières au LHC en 1995, suivi par les États-Unis en 1997.
En mai 2001, le début du démontage du LEP commence, afin de laisser son tunnel libre pour le LHC. Le 10 septembre 2008, le Large Hadron Collider (LHC) entre en service. Il est le plus important accélérateur de particules au monde construit à ce jour. Le 19 septembre 2008, un incident provoque une fuite d'hélium qui nécessite une réparation et un arrêt de l'accélérateur. Le 20 novembre 2009, les réparations sur le LHC sont terminées et les essais reprennent progressivement. Les premières collisions de particules à 7 TeV se produisent vers 13 heures le 30 mars 2010, ce qui est alors, en énergie, la plus importante collision artificielle de particules. Dès lors, il est prévu de faire fonctionner le LHC pendant une période presque ininterrompue de 18 à 24 mois, de manière à redécouvrir les particules du modèle standard et valider les différents détecteurs constituant le LHC. À l'issue de cela, des collisions d'une énergie de 14 TeV sont prévues, qui devraient permettre de découvrir des particules encore inconnues, infirmant ou confirmant plusieurs théories physiques en compétition.
Le 3 juin 2015, après un premier cycle opérationnel (2009-2013) et 2 ans de réparation, les machines du LHC sont relancées pour une durée de 3 ans sans interruption (24h/24).
Fin avril 2016, une fouine s'étant introduite dans les tunnels du LHC a provoqué « une perturbation électrique sévère vendredi à 5 h 30 ». La fouine a endommagé un transformateur, provoquant une panne de plusieurs jours du système.

### Programme de rénovation 2015-2025
En 2015, le CERN lance un programme de rénovation de ses infrastructures, avec l'objectif d'augmenter sa capacité de production de 1,2 million de bosons de Higgs par an à 15 millions. Sur l'anneau de 27 km, 1,2 km seront équipés de nouvelles technologies, et de nouveaux aimants supraconducteurs sont en cours de construction.
En mai 2017, le CERN inaugure le Linac-4, un accélérateur de particules linéaire long de 86 mètres et situé 12 mètres sous le sol. Il a été relié à la chaîne des accélérateurs alimentant le LHC au cours du deuxième long arrêt technique de 2019-2022 (LS2),.

### Découvertes

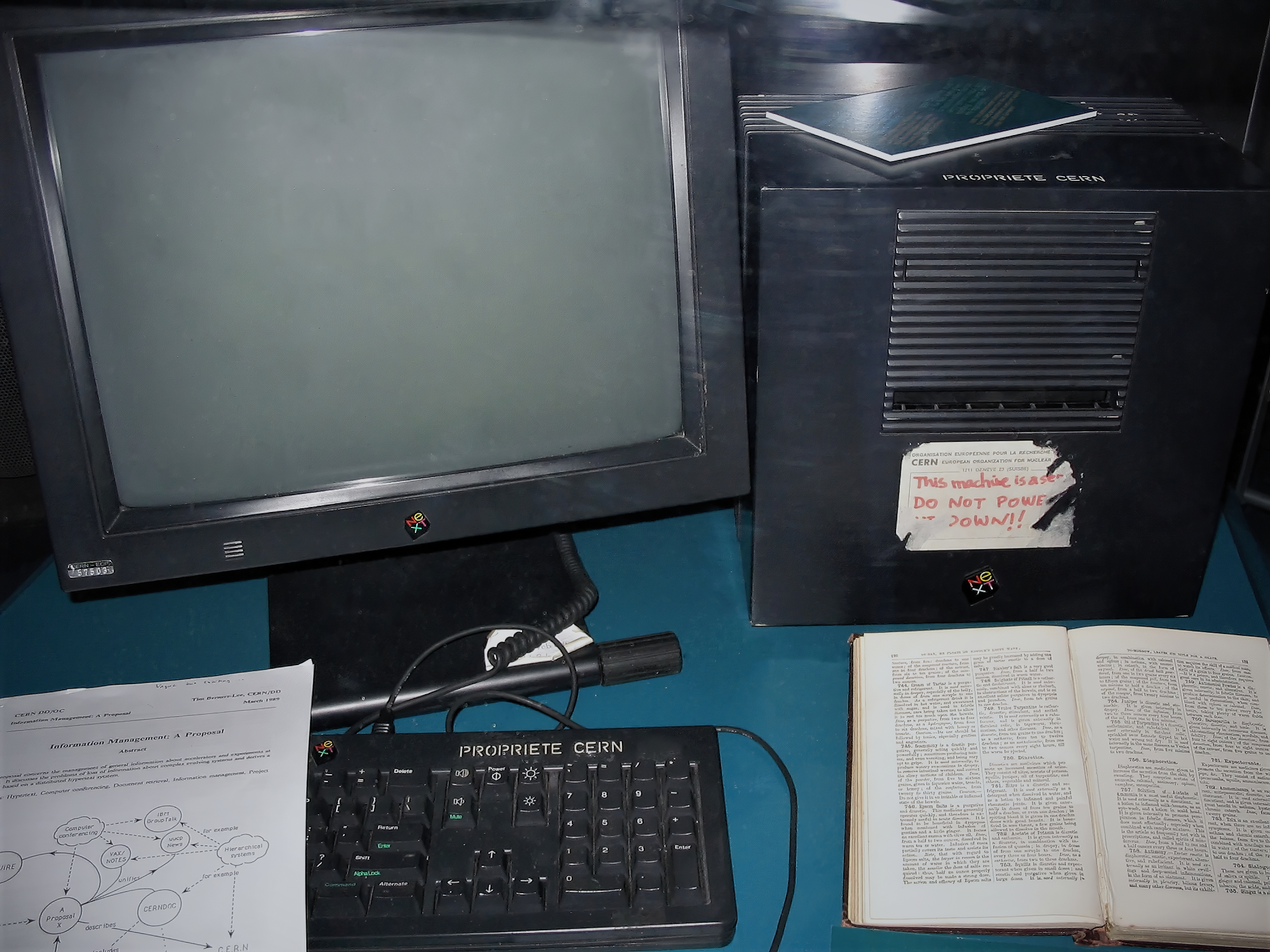
Le NeXT Cube utilisé par Tim Berners-Lee au CERN pour inventer le en.

En 1983, la théorie électrofaible est presque entièrement confirmée, les forces faibles et électromagnétique sont presque unifiées. C'est également cette année, le 13 septembre, que les premiers travaux du LEP commencent. En 1984, Carlo Rubbia et Simon van der Meer reçoivent en octobre le prix Nobel de physique pour leur découverte concernant la force électrofaible. À la suite de l'inauguration du LEP en 1989, les prédictions de la théorie sur la force électrofaible sont confirmées, notamment l'existence de particules chargées (bosons W) dont la masse est d'environ 80 fois celle du proton ainsi que d'une particule neutre (le boson Z) dont la masse est d'environ 91 fois celle du proton.
Entre 1989 et 1990, Tim Berners-Lee, rejoint par Robert Cailliau, conçoivent et développent un système d'information hypertexte, le World Wide Web.
En 1992, Georges Charpak reçoit le prix Nobel de physique pour des travaux réalisés au CERN en 1968 (mise au point de la chambre proportionnelle multifils).
Le 18 novembre 2010, des chercheurs annoncent qu'ils ont réussi à piéger pour la première fois des atomes d'antihydrogène dans un champ magnétique.
Le 4 juillet 2012, une nouvelle particule est identifiée, dont les propriétés semblent compatibles avec celles du boson de Higgs tel que décrit par la théorie. Des résultats supplémentaires de cette expérience traités au cours de l'année 2013 ont permis de confirmer que cette nouvelle particule élémentaire est un boson de Higgs, dont les propriétés sont jusqu'à présent compatibles avec celles décrites par le Modèle standard. Le prix de Nobel de physique est décerné en 2013 aux physiciens théoriciens François Englert et Peter Higgs pour leurs travaux théoriques portant sur cette particule, prédisant avec d'autres son existence dès les années 1960,,.

## Installations
Le CERN n'exploite pas un seul accélérateur de particules pour étudier la structure de la matière, mais toute une chaîne d'autres machines (appelés parfois injecteurs). Les particules qui les traversent successivement sont progressivement accélérées, pour donner ainsi aux particules une énergie de plus en plus importante. Ce complexe comprend actuellement plusieurs accélérateurs linéaires et circulaires.
Les bâtiments qui forment le complexe scientifique sont numérotés sans aucune logique apparente. Par exemple, le bâtiment 73 est coincé entre le bâtiment 238 et 119.

### Chaîne des accélérateurs de particules autour du LHC

Plan du complexe d'accélérateurs du CERN.

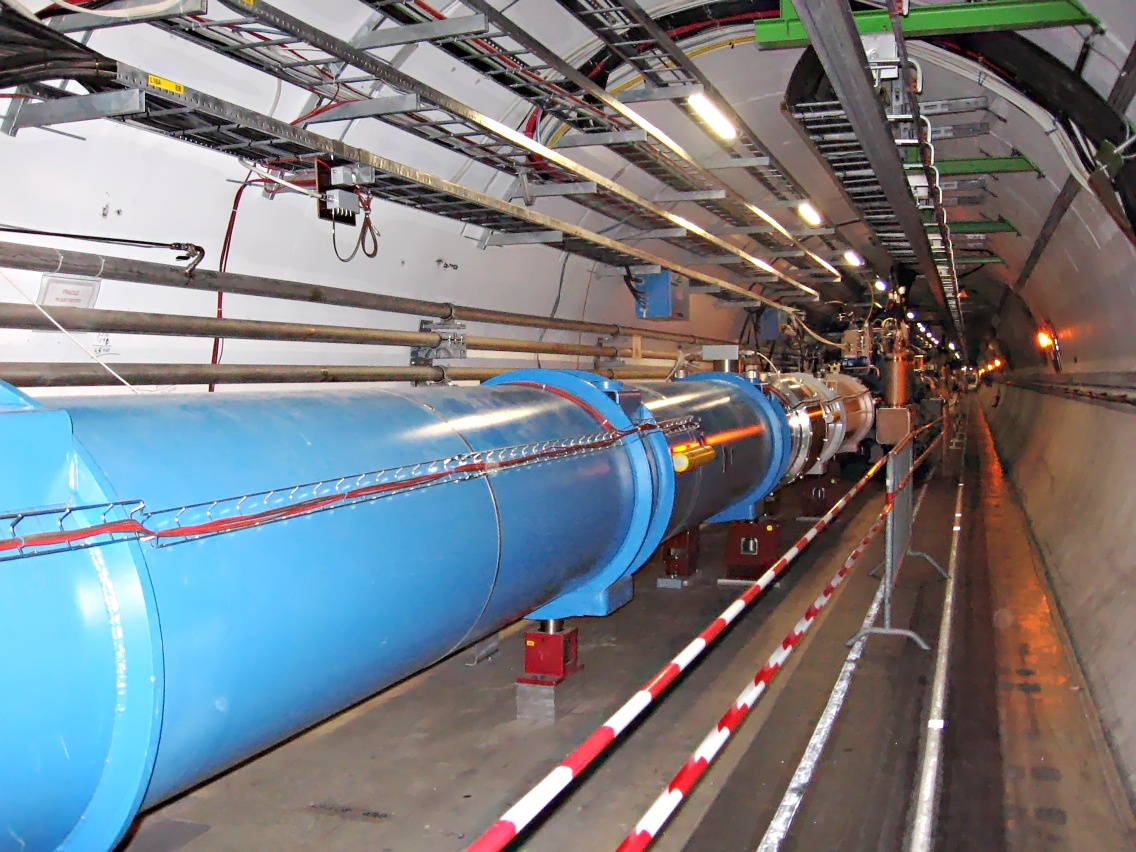
Tunnel du LHC avec tube contenant les électroaimants supraconducteurs.

La plus puissante installation du CERN est le Large Hadron Collider (LHC), qui a été mis en service le 10 septembre 2008 (initialement prévu en novembre 2007). Le LHC se trouve tout au bout de la chaîne d'accélérateurs. Dans le cas d'une accélération de protons, ceux-ci empruntent le chemin suivant :
1. Tout commence par une source de protons appelée « duoplasmatron ». Cet appareil, de la taille d'une boîte de conserve, utilise de l'hydrogène pour produire des protons pourvus d'une énergie initiale de 100 keV[33] (le noyau de l'hydrogène ordinaire étant constitué d'un proton unique). Ce gaz, provenant d'une bouteille, est injecté à une cadence contrôlée dans la chambre de la source, où il est ionisé pour arracher l'unique électron de chaque atome. Les protons résultants sont alors éjectés par un champ électrique vers l'étape suivante[34].
2. L'accélérateur linéaire de protons Linac-2, qui fut mis en service en 1978. Constituant (avec la source de protons) le premier maillon de la chaîne, c'est l'installation la plus sollicitée du CERN ; son taux de disponibilité est de 98 à 99 % et sa mise à l'arrêt est prévue vers 2017[35] date à laquelle il sera alors remplacé par le Linac-4. Le Linac-2 accélère les protons jusqu'à un tiers de la vitesse de la lumière[34], ce qui se traduit par une énergie de 50 MeV par particule[33].
3. À la sortie du Linac-2, les protons sont injectés dans le PS-Booster. Il s'agit d'un petit synchrotron d'une circonférence de 157 m et qui porte l'énergie à 1,4 GeV par proton, ce qui correspond à 91,6 % de la vitesse de la lumière[34]. Les protons sont ensuite injectés dans le PS.
4. Le PS ou Proton Synchrotron[b], d'une circonférence de 628 mètres, et équipé de 277 électroaimants dont 100 dipôles qui servent à courber le faisceau de particules. Il s'agit de l'un des équipements les plus anciens du CERN, car il fut mis en service en novembre 1959, mais a subi de multiples modifications depuis. Cette machine est utilisée actuellement pour accélérer des protons mais aussi des ions. Durant sa carrière, il a également fait office d'accélérateur d'antiprotons, d'électrons, et de positrons (antiélectrons)[36]. Il permet d'augmenter l'énergie des protons jusqu'à 25 GeV, en les accélérant à 99,9 % de la vitesse de la lumière. À partir de cette étape, l'augmentation de la vitesse n'est plus significative car on approche celle de la lumière qui constitue, d'après la théorie de la relativité, une limite infranchissable. La hausse de l'énergie des particules est désormais essentiellement le résultat d'une augmentation de leur masse[34].
5. Le Super Proton Synchrotron (SPS), d'une circonférence de 7 km, pourvu de 1 317 électroaimants dont 744 dipôles. Il propulse les protons à 450 GeV. Il fut mis en service en 1976 en tant qu'accélérateur simple, converti en collisionneur proton-antiproton en 1983, avant de devenir un nouvel injecteur de la chaîne à partir de 1989 pour le LEP, puis pour son remplaçant, le LHC. À l'instar du PS, le SPS a accéléré durant sa carrière des particules variées (protons, antiprotons, ions plus ou moins massifs, électrons et positrons)[37]. Depuis le démarrage du LHC, le SPS fonctionne uniquement avec des protons ou des ions.
6. Et enfin le LHC ou Large Hadron Collider (Grand collisionneur de hadrons, en français), d'une circonférence de 26,659 km, utilisant des supraconducteurs, et où les protons pourront atteindre les 7 TeV (soit un niveau d'énergie par particule 70 millions de fois plus grand que celui produit par le duoplasmatron source).

Dans le cadre de l'expérience ALICE le LHC accélère également des ions de plomb, et pour ces derniers le parcours est légèrement différent : produits par une « source ECR » à partir de plomb vaporisé puis ionisé, les ions de plomb subissent leur première accélération dans l'accélérateur linéaire Linac-3, puis ils passent dans le LEIR (Anneau à ions de basse énergie). Ce n'est qu'ensuite que les ions suivent le même parcours que les protons, via le PS, le SPS, et le LHC (la source ECR, le Linac-3 et le LEIR remplacent donc respectivement le duoplasmatron, le Linac-2 et le « Booster »). Au fur et à mesure de leur accélération, ces ions sont dépouillés de leurs électrons en plusieurs étapes, jusqu'à ce qu'il ne reste plus que des noyaux atomiques « nus » qui pourront atteindre une énergie de 574 TeV chacun (soit 2,76 TeV par nucléon).

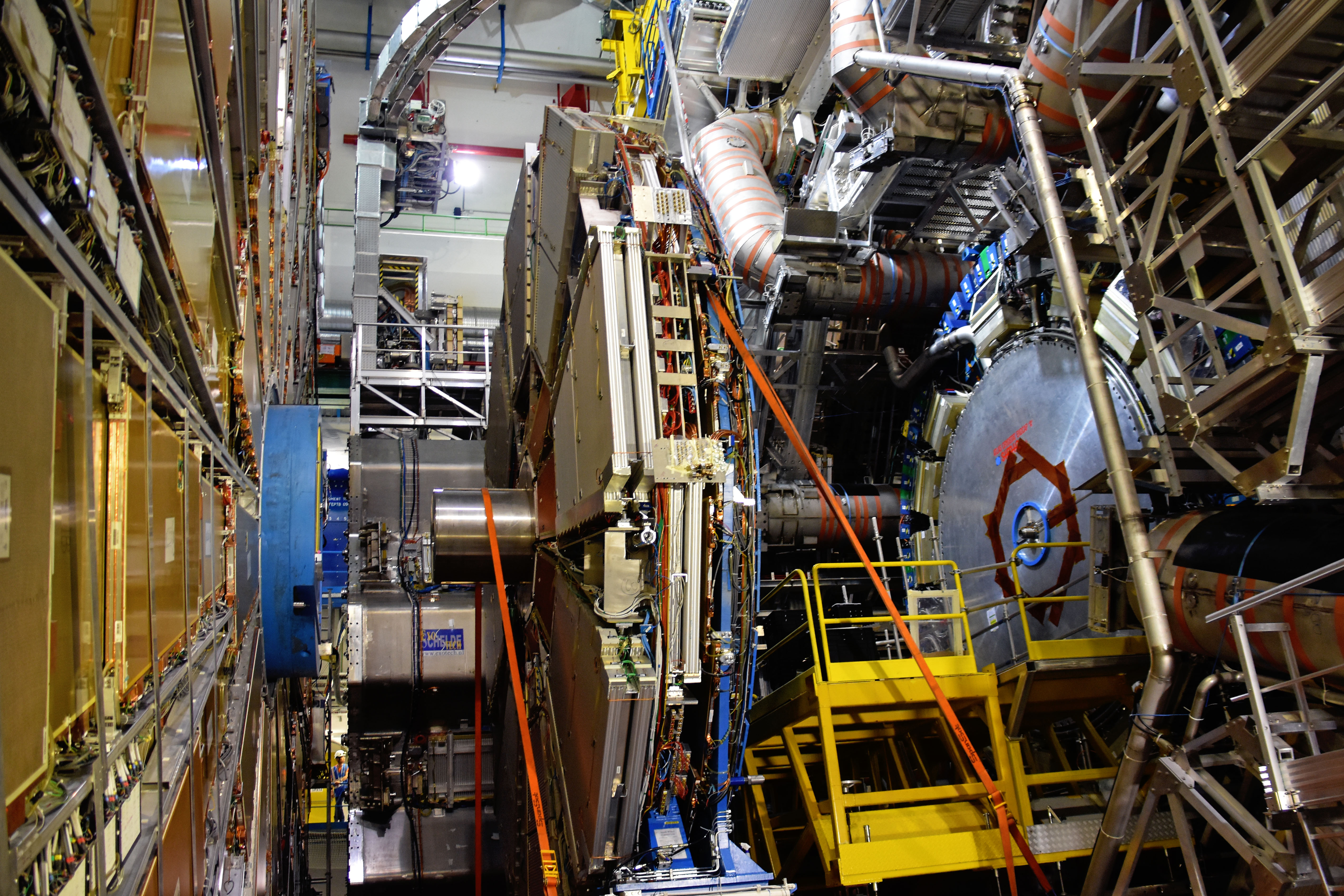
Détecteur ATLAS.

Chaque installation du CERN dispose de un ou plusieurs halls d'expérimentation, disponibles pour les expériences. C'est ainsi que les protons accélérés du Booster, du PS, et du SPS peuvent être dirigés soit vers l'accélérateur suivant dans la chaîne, soit vers des zones expérimentales, le plus souvent à cible fixe (collision entre les faisceaux et une cible afin de produire de nouvelles particules).
Le LHC possède quatre détecteurs de particule, ou expériences : ATLAS, ALICE, CMS et LHCb.

### Autres installations et expériences au CERN
Bien que le LHC soit actuellement l'installation la plus importante et la plus médiatisée, d'autres équipements et travaux de recherche sont présents au CERN.

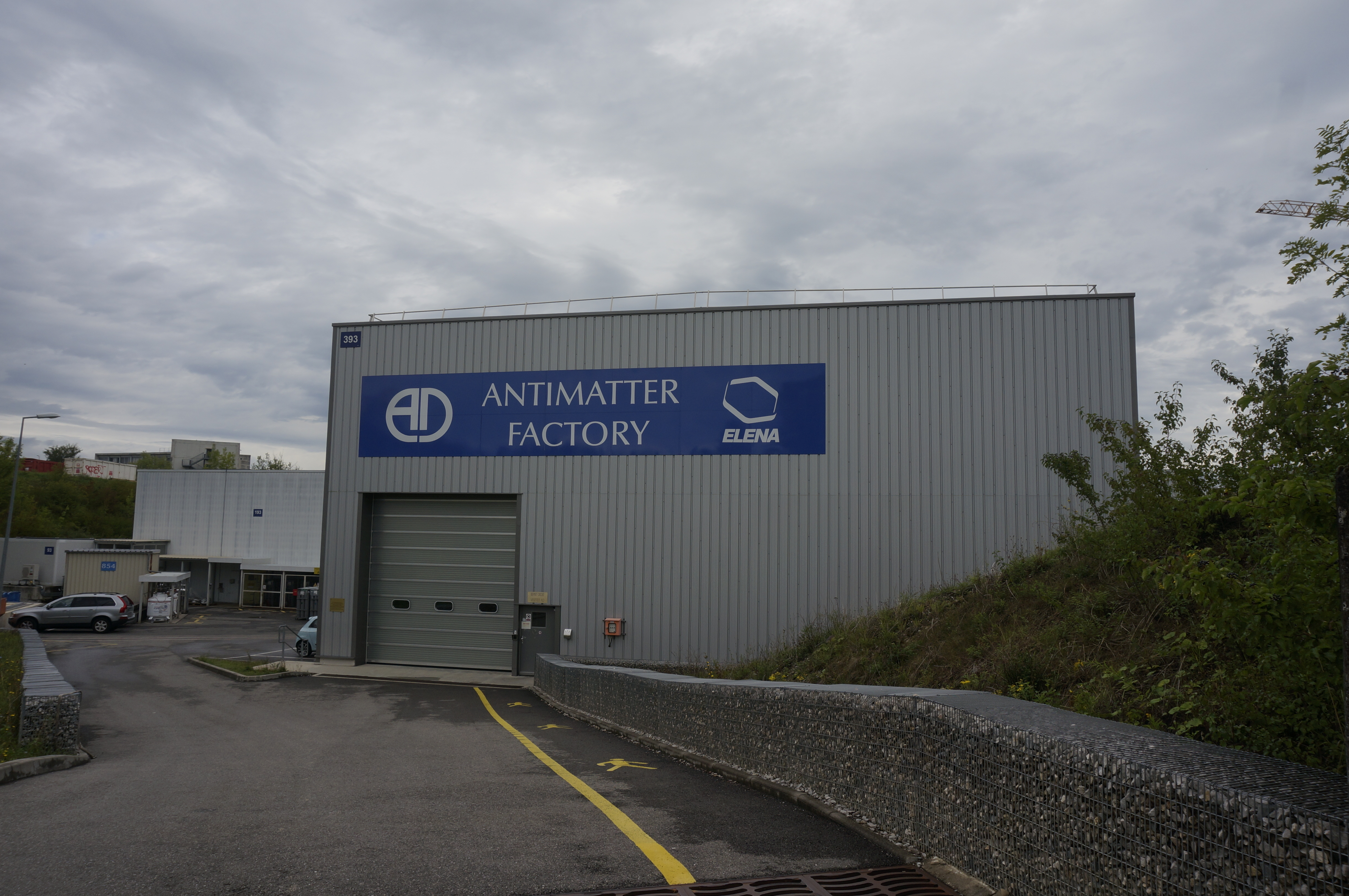
Bâtiment du décélérateur d'antiproton dénommé Antimatter Factory

#### AD, le décélérateur d'antiprotons

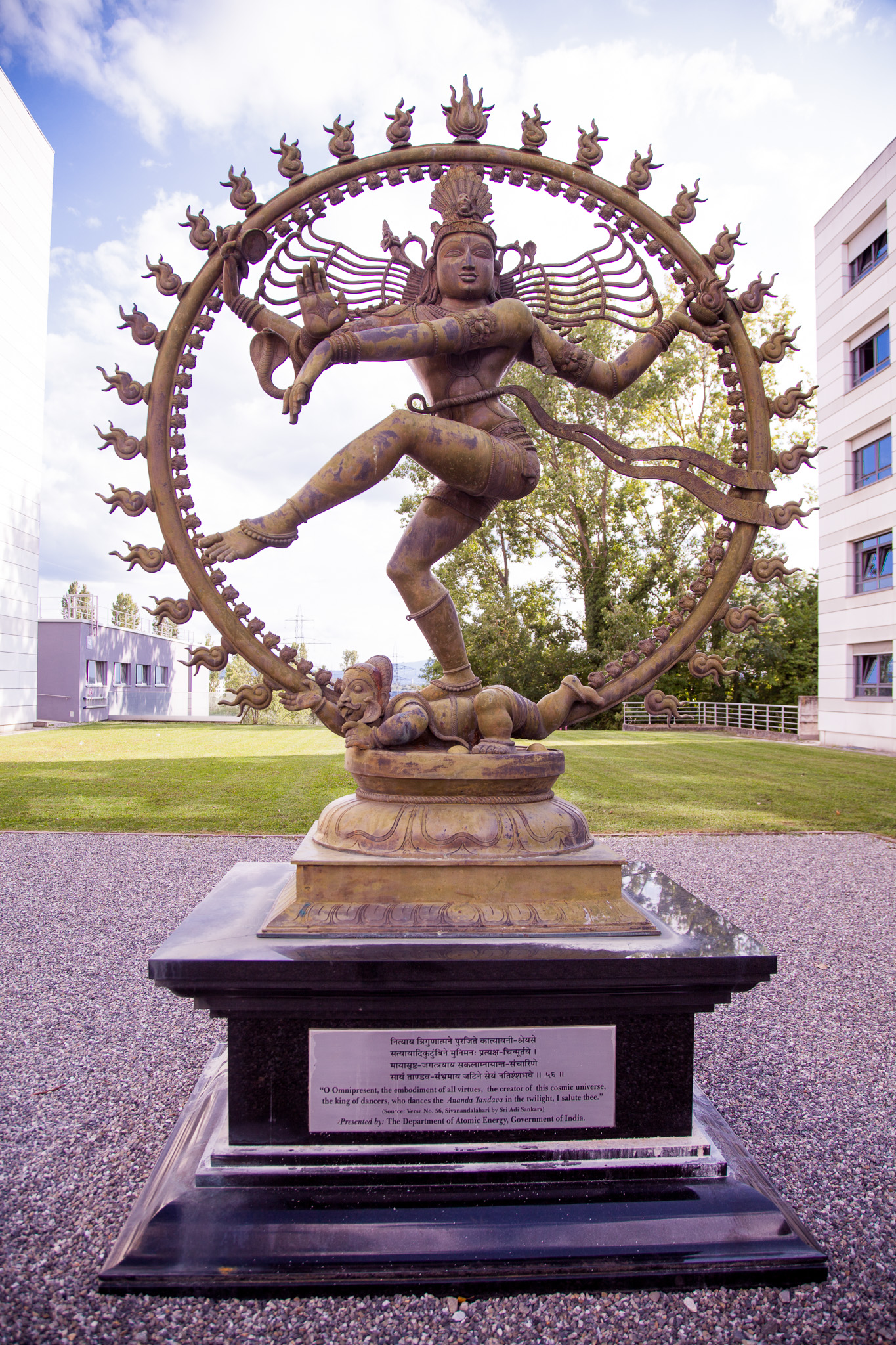
La statue de Shiva engagé dans la danse Nataraja.

Le décélérateur d'antiprotons (en) est un appareil destiné à produire des antiprotons de basse énergie. En effet, lors de leur création (par impact de protons, provenant du PS, sur une cible métallique) les antiprotons ont d'ordinaire une vitesse trop élevée pour pouvoir être exploitables lors de certaines expérimentations, et de plus leurs trajectoires et leurs énergies sont disparates. Le décélérateur d'antiprotons a été construit pour récupérer, contrôler, et enfin ralentir ces particules jusqu'à environ 10 % de la vitesse de la lumière. Pour cela, il utilise des électroaimants et de puissants champs électriques. Une fois « domptés », ces antiprotons peuvent être utilisés dans d'autres expériences :
- ACE (Antiproton Cell Experiment) : une expérience qui étudie l'efficacité des antiprotons pour lutter contre le cancer, en injectant un faisceau de ces particules dans des cellules vivante in vitro. L'énergie dégagée, par l'annihilation entre les antiprotons injectés et les protons des noyaux atomiques, va alors détruire les cellules. Le but étant de pouvoir détruire les tumeurs cancéreuses en y projetant des antiprotons, méthode qui serait plus avantageuse que les autres thérapies par faisceau de particules car moins dommageable pour les tissus sains. Les premiers résultats sont prometteurs, mais les applications médicales ne sont pas attendues avant une dizaine d'années[41].
- ALPHA[42] et ATRAP[43] : le but de ces expériences est d'étudier les différences de propriétés entre la matière et l'antimatière. Pour cela, sont créés des atomes d'antihydrogène (composés d'un antiproton et d'un positron) et leurs caractéristiques sont alors comparées à celles des atomes d'hydrogène ordinaire.
- ASACUSA : cette expérience a le même but que les deux précédentes, mais avec une méthode différente. Plutôt que d'utiliser des atomes d'antihydrogène, les physiciens d'ASACUSA vont produire des configurations nettement plus exotiques, telle que l’hélium antiprotonique, c'est-à-dire des atomes d'hélium dont un des électrons a été remplacé par un antiproton ! (rappel : l'antiproton a une charge électrique négative, comme l'électron). L'avantage de ces configurations est d'être plus facile à produire et d'avoir une plus longue durée de vie que l'antihydrogène[44].
- AEgIS : une expérience dont le principal but est de vérifier si les effets de la gravitation sur l'antimatière sont identiques (ou pas) à ceux exercés sur la matière[45]. Plusieurs hypothèses sont envisagées, y compris l'éventualité que pour l'antimatière l'effet de la gravité soit inversé[46].

#### CAST
CERN Axion Solar Telescope  (« Télescope pour les axions solaires du CERN») est un instrument destiné à détecter d'hypothétiques axions en provenance du Soleil.
Les axions sont des particules que l'on soupçonne de faire partie de la matière noire, et qui permettraient également d'expliquer l'origine des faibles différences observées entre matière et antimatière, d'où l'intérêt à rechercher leur existence. Le principe de fonctionnement de CAST consiste à positionner un puissant champ magnétique sur le chemin de ces particules, au sein de tubes sous vide correctement orientés, ce qui devrait avoir pour effet de les transformer en rayons X quand elles le traverseront. C'est ce rayonnement X, plus aisément détectable que les axions eux-mêmes, qui est destiné à être enregistré. Si les axions existent, il est probable qu'ils soient présents au centre de notre étoile, c'est pour cette raison que CAST est un télescope qui est pointé en direction du Soleil grâce à une plateforme mobile.
À noter que cette expérience réutilise un certain nombre de composants déjà existants : un prototype d'aimant dipolaire supraconducteur qui fut utilisé pour la conception du LHC, un dispositif de refroidissement cryogénique qui a servi pour l'expérience DELPHI du grand collisionneur électron-positron (LEP), et un système de focalisation des rayons X provenant d'un programme spatial. Combinant des techniques issues de l'astronomie et de la physique des particules, CAST est également la seule expérience à ne pas utiliser de faisceau produit par les accélérateurs, mais elle bénéficie cependant des compétences acquises par le CERN.

#### CLOUD
Cosmics Leaving OUtdoor Droplets (CLOUD, « Rayons cosmiques produisant des gouttelettes extérieures ») est prévu pour étudier une possible influence qu'exerceraient les rayons cosmiques sur la formation des nuages. En effet, ces particules chargées en provenance de l'espace seraient capables de produire de nouveaux aérosols affectant l'épaisseur de la couverture nuageuse. Des mesures par satellites permettent de soupçonner une corrélation entre épaisseur de nuages et intensité des rayons cosmiques. Or, des variations de quelques pourcents de la couverture nuageuse peuvent avoir une influence certaine sur le climat et l'équilibre thermique de notre planète.
CLOUD, encore en phase préparatoire avec un détecteur prototype, consistera en une chambre à brouillard et une « chambre de réaction » dans lesquelles pourront être reconstituées les conditions de pression et de température de n'importe quelle région de l'atmosphère, et qui seront soumises à un flux de particules produit par le PS simulant les rayons cosmiques. De multiples appareils contrôleront et analyseront le contenu de ces chambres. C'est la première fois qu'un accélérateur de particules est mis à contribution pour l'étude de l'atmosphère et du climat. Cette expérience pourrait « considérablement modifier notre compréhension des nuages et du climat ».

#### COMPASS
COmmon Muon and Proton Apparatus for Structure and Spectroscopy, expérience polyvalente, vise à explorer la structure des hadrons (dont font partie le proton et le neutron, constituants de la matière dont nous sommes faits), et donc les liens entre les gluons et les quarks qui les composent. Pour cela elle utilise les protons accélérés par le SPS. Les différents objectifs sont entre autres :
- étudier l'origine du spin des nucléons, en particulier le rôle joué par les gluons. Pour cela, sont créés des muons (particules instables, comparables à l'électron mais plus massives) qui sont projetés sur une « cible polarisée » ;
- détection de boules de glu, particules hypothétiques uniquement constituées de gluons ;
- détermination de la hiérarchie des différents types de hadrons, par création puis utilisation d'un faisceau de pions.

#### CTF3
CLIC Test Facility 3 est un site d'essai où le CERN prépare l'après-LHC, dans le cadre du projet Compact Linear Collider (CLIC). Son but est la mise au point d'un accélérateur de prochaine génération, le CLIC, qui permettra d'approfondir les découvertes faites par le LHC, mais pour un coût et des dimensions d'installation qui resteraient relativement raisonnables. L'objectif est d'atteindre une énergie comparable à celle obtenue au LHC, mais avec cette fois des collisions électron/positrons (au lieu de collisions protons/protons), ce qui ouvrira de nouvelles perspectives.
Le principe de fonctionnement du futur CLIC est fondé sur un système à deux faisceaux, qui devrait permettre de produire des champs d'accélération plus élevés que les accélérateurs précédents, soit de l'ordre de 100 à 150 MV/m. Le faisceau principal sera accéléré grâce à une puissance radiofréquence, laquelle sera produite par un faisceau parallèle d'électrons à plus faible énergie mais avec une forte intensité. C'est la décélération de ce « faisceau d'entraînement » qui fournira l'énergie utilisée pour l'accélération du faisceau principal,. On pourrait comparer ce principe à celui d'un transformateur électrique qui produirait un courant électrique haute tension à partir d'un courant de plus basse tension, mais au prix d'une baisse d'intensité.

#### DIRAC
L'expérience DImeson Relativistic Atomic Complex (« Complexe atomique relativiste de di-mésons ») vise à mieux comprendre l'interaction forte qui lie les quarks entre eux, constituant ainsi les hadrons. Plus précisément, il s'agit de tester le comportement de cette force sur de « grandes » distances et à basse énergie.
Pour cela, DIRAC étudie la désintégration d'atomes pioniques (ou pioniums, c'est-à-dire des assemblages instables de pions positifs et négatifs), ou bien d'atomes « [πK] » (constitués chacun d'un pion et d'un kaon de charges opposées, eux aussi instables). La durée de vie de ces assemblages exotiques, produits grâce au faisceau de protons du PS, est « mesurée à un niveau de précision jamais atteint jusqu'ici »,.

#### ISOLDE
Isotope Separator On Line Detector (ISOLDE, « séparateur d'isotopes en ligne (en) »), qualifiée d"« usine alchimique », est une installation qui permet la production et l'étude d'un grand nombre d'isotopes instables, dont certains ont une période radioactive de quelques millisecondes seulement. Ces isotopes sont produits par impact de protons, provenant de l'injecteur du PS, sur des cibles de compositions variées (de l'hélium au radium). Ils sont séparés par masse, puis accélérés pour pouvoir être ensuite étudiés. Nombre de ces expériences utilisent un détecteur de rayons gamma appelé « Miniball ».
ISOLDE cherche ainsi à explorer la structure du noyau atomique essentiellement, mais comporte également d'autres objectifs dans la biologie, l'astrophysique, et d'autres domaines de la physique (atomique, état solide, physique fondamentale).
Une équipe de ISOLDE a observé un effet de chaleur anormal (AHE) lors d'une expérimentation d'électrolyse avec une électrode en palladium, connue depuis 1989, et l'expose lors d'un séminaire.

#### n_TOF
« L'usine à neutrons », en utilisant les protons provenant du PS, est destiné à produire des neutrons avec des flux à haute intensité et une vaste gamme d'énergies. L'installation, dite « de mesure du temps de vol des neutrons », permet une étude précise des processus où ces particules sont impliquées. Les résultats obtenus intéressent diverses recherches où les flux de neutrons jouent un rôle : l'astrophysique nucléaire (en particulier ce qui concerne l'évolution stellaire et les supernovas) ; la destruction de déchets radioactifs ; ou le traitement de tumeurs par faisceaux de particules.

### Accélérateurs démantelés
Depuis son inauguration, le CERN a utilisé plusieurs accélérateurs, qui pour certains ont été démantelés pour en accueillir d'autres plus efficaces ou mieux adaptés aux recherches en cours. Ces accélérateurs sont :
- Linac1, le premier accélérateur linéaire du CERN, mis en service en 1959 et remplacé par le Linac3 en 1993 ;
- un synchrocyclotron (SC) de 600 MeV, qui a été en service de 1957 à 1991. Il possédait un électroaimant constitué de deux bobines de 7,2 mètres de diamètre et pesant 60 tonnes chacune[57] ;
- CESAR, un « anneau de stockage et d'accumulation d'électrons », achevé en 1963 et démantelé en 1968. La mise en service de CESAR fut difficile, mais celui-ci a permis d'acquérir un savoir-faire utile pour la mise au point des futurs collisionneurs du CERN[57] ;
- les Intersecting Storage Rings (ISR, Anneaux de stockage à intersections), construits de 1966 à 1971 et en service jusqu'en 1984. Ils constituèrent le tout premier collisionneur de protons, lequel fut également le premier accélérateur de particule à utiliser des électroaimants supraconducteurs (à partir de novembre 1980)[57], puis le premier à produire des collisions entre protons et antiprotons (en avril 1981)[58] ;
- le Large Electron Positron (LEP), en service de 1989 à 2000 pour être remplacé par le LHC. Le LEP était à son époque le plus grand accélérateur du CERN, et faisait entrer en collision des électrons et des positrons ;
- le Low Energy Antiproton Ring (LEAR, Anneau d'antiprotons de basse énergie), mis en service en 1982, qui a permis d'assembler les premiers atomes d'antimatière en 1995. Il fut mis à l'arrêt en 1996, pour être transformé en LEIR (en) (Anneau d'ions de basse énergie) destiné à alimenter le LHC en ions lourds[57] ;
- le Linac-2, accélérateur de protons de 36 mètres de long[59] mis en service en 1978 et arrêté en 2018[60] pour être remplacé par le Linac-4. Il constituait (avec la source de protons) le premier maillon de la chaîne des accélérateurs du LHC. Le Linac-2 accélérait les protons jusqu'à un tiers de la vitesse de la lumière, ce qui se traduit par une énergie de 50 MeV par particule[59].

### Expériences démantelées
- CNGS : Cern Neutrinos to Gran Sasso (CERN Neutrinos to Gran Sasso). Cette installation produit un faisceau de neutrinos qui est dirigé vers un laboratoire situé en Italie et distant de 732 kilomètres. Pour cela, des protons accélérés par le SPS sont envoyés sur une cible en graphite. Les collisions résultantes produisent des particules instables appelées pions et kaons, qui sont focalisées, par un dispositif magnétique, dans un tunnel sous vide long d'un kilomètre où elles vont se désintégrer. Ces désintégrations générèrent à leur tour des muons et, surtout, des neutrinos. Un blindage puis la roche au-delà de l'extrémité du tunnel absorbent toutes les particules (les muons, les pions et kaons non désintégrés, ou les protons qui ont traversé la cible) autres que les neutrinos, lesquels sont ainsi les seuls à continuer leur route. L'ensemble est orienté de telle manière que le faisceau de neutrinos résultant soit dirigé vers un laboratoire italien installé dans le Gran Sasso, où il sera analysé par des instruments construits à cet effet. Le but de tout ceci est d'étudier le phénomène d'oscillation de neutrinos : En effet, il existe trois types (appelés saveurs) de neutrinos, et il est aujourd'hui acquis que ces particules « oscillent » entre ces trois saveurs, se transformant de l'une en l'autre. CNGS permet l'étude de ces oscillations car les neutrinos produits sont exclusivement de saveur muonique, alors qu'au niveau du Gran Sasso, et après un parcours de 732 km à l'intérieur de la Terre, certains se seront transformés en d'autres saveurs, ce qui pourra être enregistré[61]. Les premiers faisceaux de neutrinos furent émis durant l'été 2006. Étant donné la faible interactivité des neutrinos et la rareté de leurs oscillations, des années d'expérimentation et de collecte de données seront nécessaires. En mai 2010 fut observé le premier événement correspondant à l'oscillation d'un des neutrinos produits par CNGS. Cette installation a été arrêtée en décembre 2012 après six ans de service. Les tunnels du CERN utilisés pour le CNGS vont maintenant servir à accueillir l'expérience AWAKE (Advanced WAKefield Experiment)[62] alimenté en protons par le SPS, elle a commencé à fonctionner fin 2016[63].

## Protection de l'environnement au CERN
La surveillance de l'environnement au CERN est effectuée d'une part par l'unité HSE (Health & Safety and Environmental protection) et d'autre part par deux organisme externes : l'Office fédéral de la santé publique (Suisse) et l'Institut de radioprotection et de sûreté nucléaire (France). L'OFSP a lancé un programme de surveillance point zéro du CERN qui vise à obtenir un point de référence de la situation radiologique aux alentours du CERN avant la mise en service du Large Hadron Collider.

## Informatique au CERN

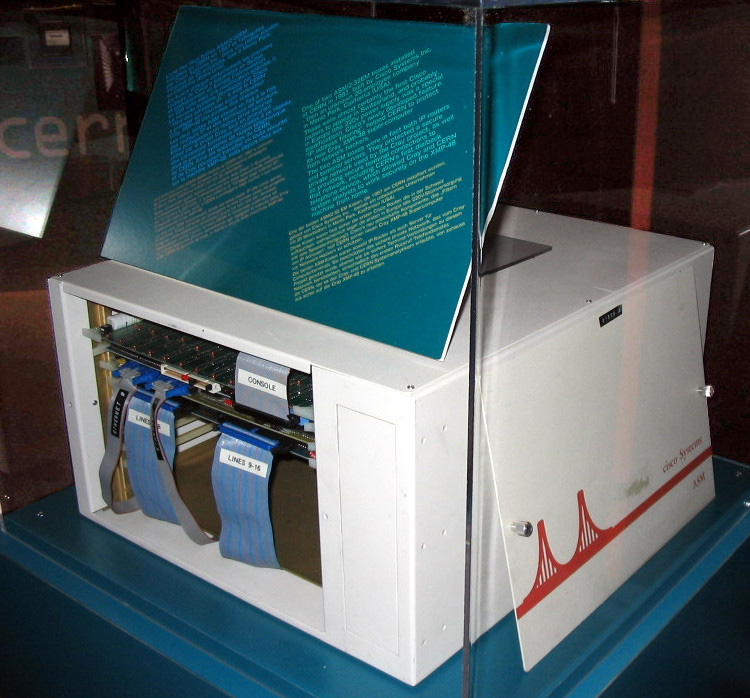
Un des deux premiers routeurs mis en service au CERN.

Les différents accélérateurs présents dans la chaîne génèrent un volume de données qui a nécessité la formation des physiciens aux problématiques de big data et des logiques algorithmiques propres à l'informatique pour mener à bien leurs expériences.

### World Wide Web

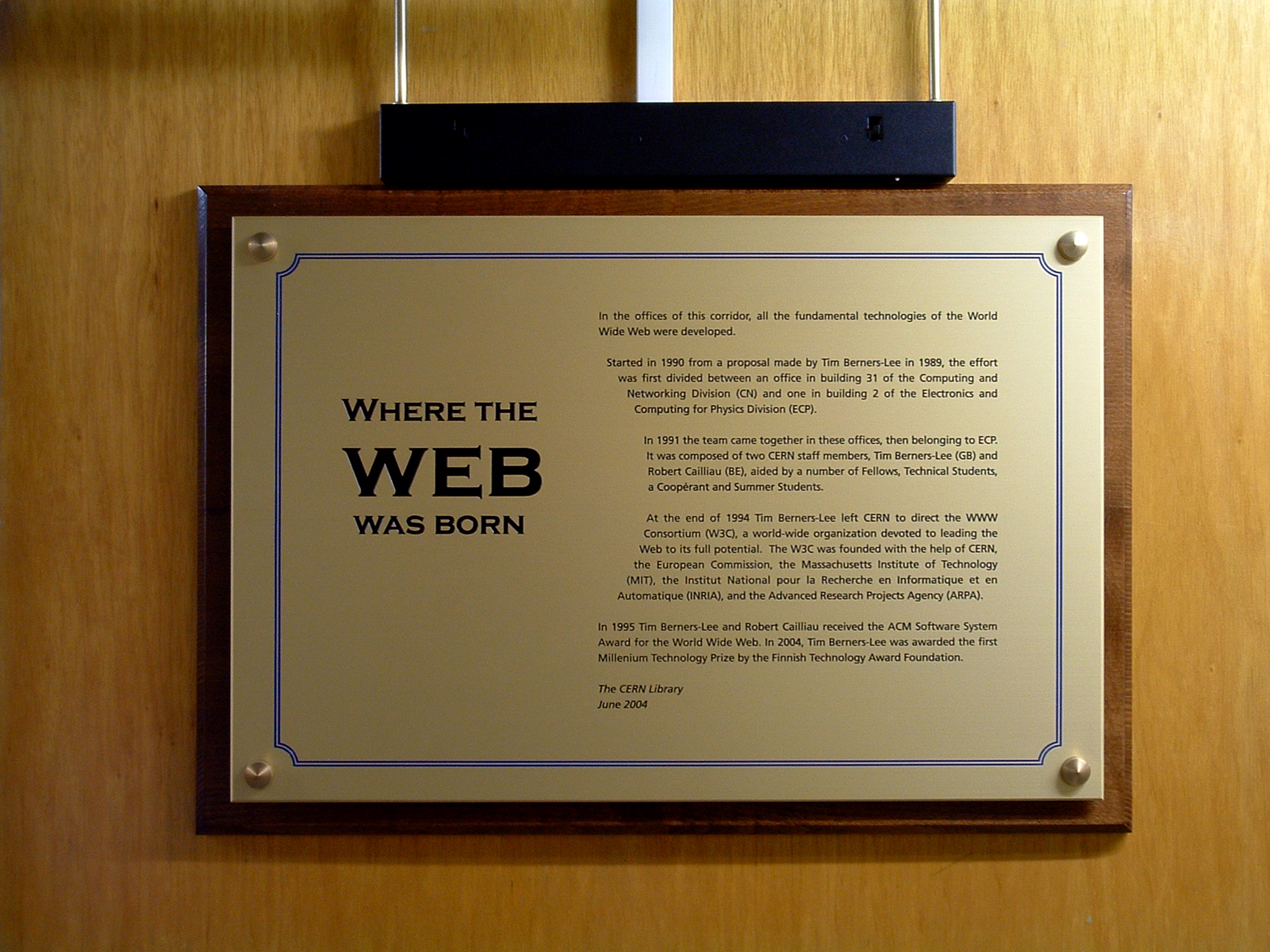
Où la toile est née, plaque commémorant la création du en dans les locaux du CERN.

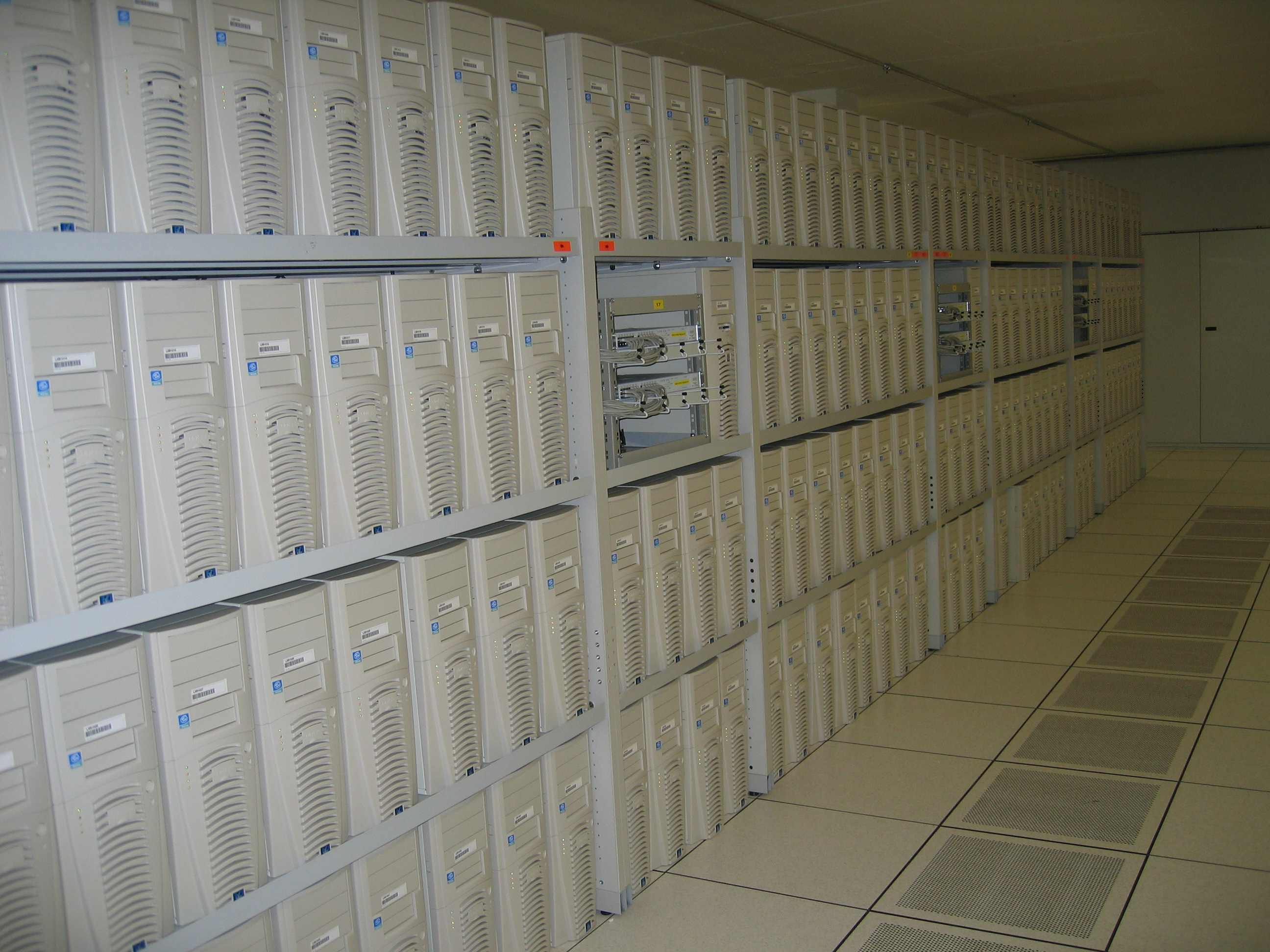
Installation informatique en 2005 (la Grille).

Le CERN a une place importante dans le développement de certaines technologies informatiques. La plus connue est certainement le World Wide Web (à travers le développement du protocole HTTP et du langage HTML), qui est issue du projet ENQUIRE du début des années 1980, développé par Tim Berners-Lee et Robert Cailliau. Ce n'est qu'en 1989 que le projet du World Wide Web voit le jour, toujours développé par ces deux personnes et aidées par plusieurs autres. L'objectif du World Wide Web est de faciliter l'échange d'informations entre les chercheurs des équipes internationales menant leurs expériences au CERN. D'ailleurs, un outil de gestion de documents électroniques utilisant le Web, l'Engineering and Equipment Data Management Service, est mis en place dans ce but.
Le premier site web est mis en service en 1991, et le 30 avril 1993 marque le passage officiel du World Wide Web dans le domaine public.
Le CERN participe à l'introduction des technologies liées à Internet en Europe, avec la mise en service de deux routeurs Cisco au CERN en 1987, qui sont vraisemblablement les premiers à être introduits sur le continent européen.

### Grilles de calcul
L'organisation européenne développe également les technologies liées aux grilles de calcul, pour permettre de traiter la quantité importante d'informations produites par les différentes expériences de physique réalisées, tout en limitant l'investissement en calculateurs. Enabling Grids for e-Science (EGEE) est le projet le plus avancé actuellement et a pour but notamment de traiter les données générées par les expériences du LHC. Cette grille, à l'échelle mondiale, utilise plus de 41 000 processeurs appartenant à plus de 240 organisations réparties dans 45 pays.

### OpenLab
En janvier 2003, une collaboration avec des entreprises privées du secteur de l'informatique, comme Hewlett-Packard, Intel ou encore Oracle a été mise en place à travers le projet OpenLab.

### Open Quantum Institute
Le 5 mars 2024 a été officiellement inauguré l’Open Quantum Institute (OQI), un institut quantique[Quoi ?] intégré dans la structure[pas clair] du CERN,.

### Zenodo
Le CERN abrite un entrepôt d'archives et de données ouvertes, Zenodo. Il a été lancé en 2013 sous le nom OpenAIRE Orphan Record Repository, avant d'être renommé en 2015. Il a été fondé dans le cadre du projet européen OpenAIRE cofinancé par la commission européenne.

## Organisation
Les grandes lignes de l'organisation, que ce soit au niveau scientifique, technique ou encore administratif sont définies par le Conseil du CERN. Les pays membres sont représentés au Conseil par deux personnes, l'une représentant le gouvernement et l'autre la communauté scientifique de son pays. Chaque pays membre a une seule voix et les décisions se prennent à la majorité simple.

### Directeur général
Le Directeur général, par tradition un scientifique, est nommé par le Conseil pour une durée de cinq ans et entre en fonction le 1er janvier. Voici la liste des directeurs généraux depuis la création du CERN :
| Mandat    | Portrait                    | Nom                                     | Pays d'origine       | Note                                                                                 |
| --------- | --------------------------- | --------------------------------------- | -------------------- | ------------------------------------------------------------------------------------ |
| 1952-1954 | Edoardo Amaldi              | Edoardo Amaldi                          | Italie               | Secrétaire général de l'organisation précédant le CERN                               |
| 1954-1955 | Felix Bloch                 | Félix Bloch                             | Suisse               | -                                                                                    |
| 1955-1960 | Cornelis Bakker             | Cornelis Jan Bakker (en)                | Pays-Bas             | Directeur de septembre 1955 jusqu'à son décès dans un accident d'avion en avril 1960 |
| 1960-1961 | John Adams                  | John Bertram Adams                      | Royaume-Uni          | Directeur par intérim                                                                |
| 1961-1965 | Victor Weisskopf            | Victor Weisskopf                        | Autriche             | -                                                                                    |
| 1966-1970 | Bernard Gregory             | Bernard Gregory                         | France               | -                                                                                    |
| 1971-1975 | Willibald Jentschke         | Willibald Jentschke (en) (co-directeur) | Autriche             | Directeur du Laboratoire I de Meyrin                                                 |
| 1971-1975 | John Adams                  | John Bertram Adams (co-directeur)       | Royaume-Uni          | Directeur du Laboratoire II de Prévessin                                             |
| 1976-1980 | Léon van Hove               | Léon van Hove (co-directeur)            | Belgique             | Directeur général de la recherche                                                    |
| 1976-1980 | John Adams                  | John Bertram Adams (co-directeur)       | Royaume-Uni          | Directeur général exécutif                                                           |
| 1981-1988 | Herwig Schopper             | Herwig Schopper                         | Allemagne            | -                                                                                    |
| 1989-1993 | Carlo Rubbia                | Carlo Rubbia                            | Italie               | -                                                                                    |
| 1994-1998 | Christopher Llewellyn Smith | Christopher Llewellyn Smith             | Royaume-Uni          | -                                                                                    |
| 1999-2003 | Luciano Maiani              | Luciano Maiani                          | Saint-Marin (Italie) | -                                                                                    |
| 2004–2008 | Robert Aymar                | Robert Aymar                            | France               | -                                                                                    |
| 2009–2015 | Rolf-Dieter Heuer           | Rolf-Dieter Heuer                       | Allemagne            | -                                                                                    |
| 2016–2025 | Fabiola Gianotti            | Fabiola Gianotti                        | Italie               | -                                                                                    |

### Personnel
En 2015 le CERN employait 3 197 personnes à plein temps. C'est le plus grand centre de recherches en physique des hautes énergies du monde. En outre, il accueille environ 13 000 scientifiques (représentant 500 universités et plus de 100 nations, soit près de la moitié de la communauté mondiale dans ce domaine) qui se succèdent pour effectuer leurs expériences au CERN.

### États membres
En décembre 2018, les États membres du CERN sont au nombre de 23. En tant que contributeurs au budget de l'organisation, ils disposent d'un siège et d'une voix au Conseil qui définit tous les grands programmes.
Les États fondateurs sont :
- Allemagne ;
- Belgique ;
- Danemark ;
- France ;
- Grèce ;
- Italie ;
- Norvège ;
- Royaume-Uni ;
- Suède ;
- Suisse ;
- Pays-Bas ;
- Yougoslavie.

La Yougoslavie quitte le CERN en 1961.
Ils sont rejoints par :
- Autriche (juin 1959) ;
- Espagne (1961-1969 ; rejoint à nouveau le CERN en novembre 1983) ;
- Portugal (juillet 1985) ;
- Finlande (janvier 1991) ;
- Pologne (juillet 1991) ;
- Hongrie (juillet 1992) ;
- Tchéquie (juillet 1993) ;
- Slovaquie (juillet 1993) ;
- Bulgarie (juin 1999) ;
- Israël (janvier 2014)[79] ;
- Roumanie (juillet 2016) ;
- Serbie (mars 2019).
- Estonie (1er juin 2024).

États membres associés en phase préalable à l’adhésion :
- Chypre (avril 2016)[80] ;
- Slovénie (juillet 2017)[81].

États membres associés :
- Croatie (octobre 2019) ;
- Inde (janvier 2017) ;
- Lituanie (janvier 2018) ;
- Turquie (mai 2015) ;
- Pakistan (juillet 2015) ;
- Ukraine (octobre 2016) ;
- Lettonie (août 2021)[82].
- Brésil (13 mai 2024).
- Chili (16 mai 2025).

### Répartition des contributions budgétaires par État (2024)
| Etat membre | Contribution | Mio. CHF | Mio. EUR |
| ----------- | ------------ | -------- | -------- |
| Allemagne   | 21,13 %      | 253,2    | 265.3    |
| Royaume-Uni | 15,09 %      | 180,8    | 189.5    |
| France      | 13,43 %      | 160,9    | 168.6    |
| Italie      | 9,9%         | 118,3    | 123.9    |
| Espagne     | 7 %          | 84       | 88       |
| Pays-Bas    | 4,68 %       | 56       | 59       |
| Suisse      | 3,75 %       | 44,9     | 47       |
| Pologne     | 3,12 %       | 37,4     | 39.2     |
| Belgique    | 2,78 %       | 33,4     | 35       |
| Suède       | 2,66 %       | 31,9     | 33.4     |
| Norvège     | 2,19 %       | 26,2     | 27.5     |
| Autriche    | 2,24 %       | 26,8     | 28       |
| Israël      | 2,22 %       | 26,7     | 28,0     |
| Danemark    | 1,86 %       | 22,2     | 23.3     |
| Finlande    | 1,35 %       | 16,2     | 17       |
| Tchéquie    | 1,35 %       | 14,1     | 14,8     |
| Roumanie    | 1,32 %       | 15,8     | 16,5     |
| Portugal    | 1,10 %       | 13,2     | 13,8     |
| Grèce       | 0,99 %       | 11,9     | 12.5     |
| Hongrie     | 0,75 %       | 8,9      | 9,3      |
| Slovaquie   | 0,53 %       | 6,4      | 6,7      |
| Bulgarie    | 0,37 %       | 4,4      | 4,6      |
| Serbie      | 0,28 %       | 3,4      | 3,5      |

Le budget est officiellement en francs suisses. Taux de change : 1 CHF = 1,05 EUR (31 mars 2025).

### États et organisations observateurs
Le statut d'observateur permet à son détenteur d'assister aux réunions du conseil et de disposer de toutes les documentations de celles-ci, sans toutefois y avoir droit de vote. Ces pays et organisations participent aux coûts de fonctionnement des expériences auxquelles ils participent.
Les États et organisations observateurs sont :
- Commission européenne ;
- Japon ;
- UNESCO ;
- États-Unis.

Le statut d'observateur de la Russie est suspendu le 8 mars 2022 et celui du JINR le 25 mars 2022, en conséquence du conflit en Ukraine.

### États participants à des programmes du CERN
Bien que n'étant ni membres ni observateurs, de nombreux États participent à des programmes de recherche de l'organisation :
- Afrique du Sud ;
- Arabie saoudite ;
- Albanie ;
- Algérie ;
- Argentine ;
- Arménie ;
- Australie ;
- Azerbaïdjan ;
- Bangladesh ;
- Biélorussie ;
- Bolivie ;
- Brésil ;
- Canada ;
- Chili ;
- Chine ;
- Colombie ;
- Corée du Sud ;
- Costa Rica ;
- Croatie ;
- Cuba ;
- Émirats arabes unis ;
- Équateur ;
- Égypte ;
- Estonie ;
- Géorgie ;
- Ghana ;
- Hong Kong ;
- Indonésie ;
- Iran ;
- Irlande ;
- Islande ;
- Jordanie ;
- Kazakhstan ;
- Lettonie ;
- Liban ;
- Macédoine du Nord ;
- Madagascar ;
- Malaisie ;
- Malte ;
- Maroc ;
- Mexique ;
- Mongolie ;
- Monténégro ;
- Mozambique ;
- Nouvelle-Zélande ;
- Oman ;
- Ouzbékistan ;
- Palestine ;
- Pérou ;
- Philippines ;
- Qatar ;
- Rwanda ;
- Singapour ;
- Sri Lanka ;
- Taïwan ;
- Thaïlande ;
- Tunisie ;
- Viêt Nam.

## Éducation

### Le Portail de la science
Le Portail de la science est le centre d'éducation et de communication de la science du CERN. Situé à côté du site de Meyrin côté suisse, ce projet avant-gardiste a pour objectif d'enrichir et de diversifier les activités proposées aux visiteurs, dans le but de satisfaire la mission d'éducation de l'organisation. Il sert également d'accueil aux visiteurs et remplace les expositions situées jusqu'alors dans le Microcosm et le Globe.
Le complexe du Portail de la science se compose de cinq bâtiments, dont deux tubulaires, évoquant l'architecture des accélérateurs de particules. Les bâtiments sont reliés par une passerelle continue traversant la route de Meyrin. Ils abritent trois espaces d'expositions (découvrir le CERN, les grandes questions de l’Univers et le mystère du Big Bang, les mondes quantiques), un laboratoire pour l'organisation d'ateliers, et un auditorium modulable pouvant accueillir jusqu'à 900 personnes.
L'ouvrage a été conçu par l'agence Renzo Piano Building Workshop à partir de 2018. Le portail de la science a été inauguré le 7 octobre 2023.

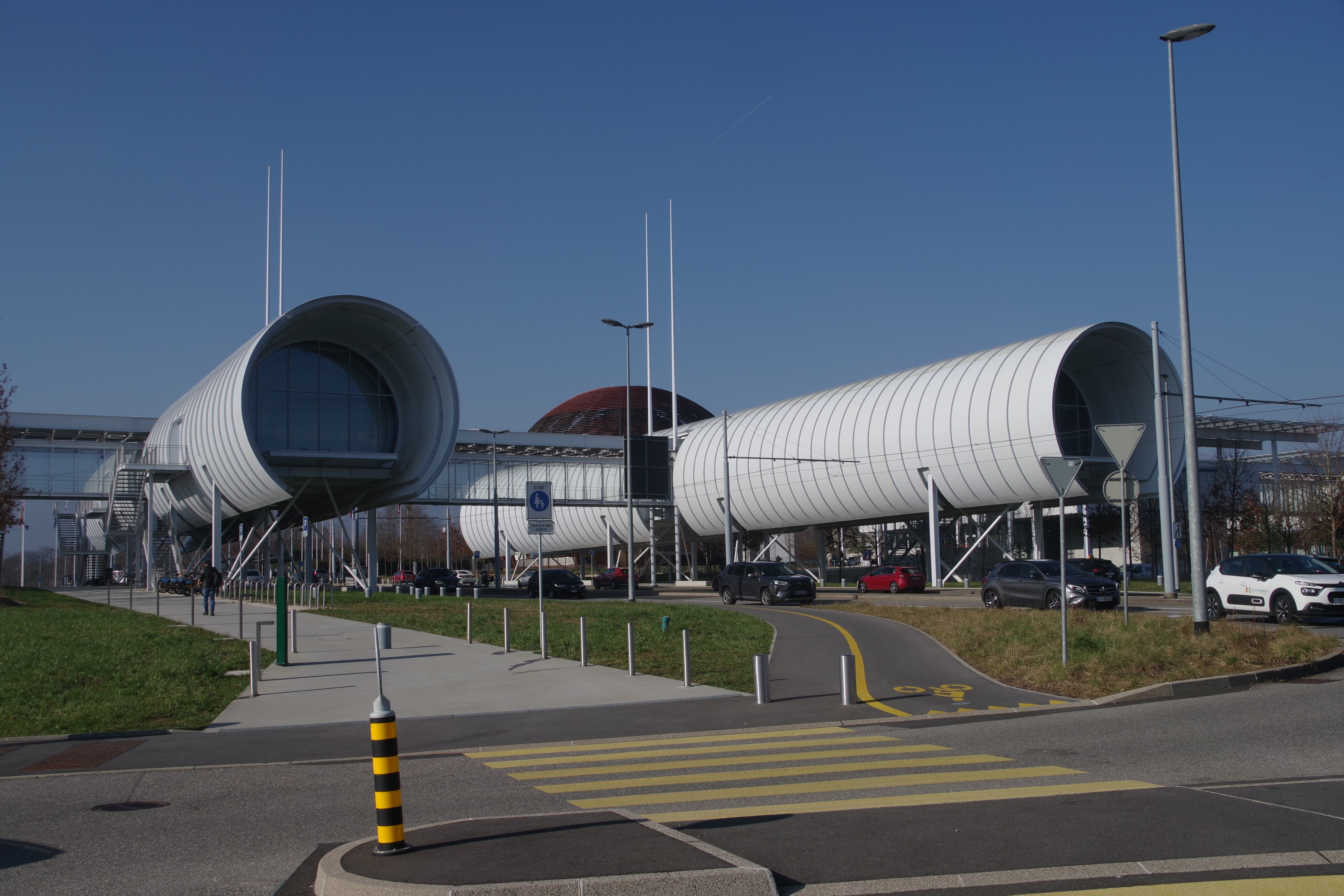
Portail de la Science, avec le Globe en arrière-plan.

Le coût de cette structure s'est élevé à environ 100 millions de francs suisses, entièrement financés par des dons. Le CERN estime qu'il devrait accueillir jusqu'à 500 000 visiteurs par an.

### Le Globe de la science et de l’innovation
L’imposante mais légère structure sphérique située à côté du Portail de la Science est un ancien pavillon de l’Exposition nationale suisse de 2002 (Expo.02). Le bois qui a servi à son élaboration provient d'un autre pavillon, le « Corps sonore », élaboré par l'architecte Peter Zumthor pour représenter la Suisse à l'Exposition universelle de 2000 à Hanovre. Le pavillon sphérique de l'Expo.02, initialement installé à Neuchâtel, a été conçu comme « Palais de l’Équilibre » par Hervé Dessimoz et Thomas Büchi. Bâti à la manière d’un Meccano, l’ouvrage est facilement démontable. Après l'exposition nationale, il été donné par le gouvernement suisse au CERN, qui fêtait son 50e anniversaire en 2004. Cet original bâtiment étant désormais pérenne, il a été isolé et pourvu d’un chauffage. La masse de bois repose sur des fondations en béton et une structure métallique. Le rez-de-chaussée abrite des expositions temporaires. Cet ouvrage visionnaire n'est pas sans rappeler d'autres hautes sphères, comme celle d'Etienne-Louis Boullée au XVIIIe siècle, et, plus près de nous, la biosphère dessinée par Richard Buckminster Fuller pour représenter les États-Unis lors de l'Exposition universelle de 1967 à Montréal.

### Autres activités
Le CERN a également de nombreux programmes pour les enseignants et éducateurs scientifiques, de même que pour le grand public.
Entre 1965 et 1997, Rafel Carreras, qui est responsable du programme d'enseignement général, anime deux séries d'événements destinées au grand public : « Science pour tous », une conférence hebdomadaire, et chaque mois en soirée la conférence « Les sciences aujourd’hui ». Ouverte à tous, celle-ci attire un large public de la région genevoise. Lors de ces conférences, il explique et commente des articles scientifiques récents sur des sujets liés à l'astrophysique, la physique, la biologie et les sciences humaines.
Le CERN organise régulièrement des visites guidées de ses installations, telle que l'ancien Synchrocyclotron et l'expérience ATLAS.

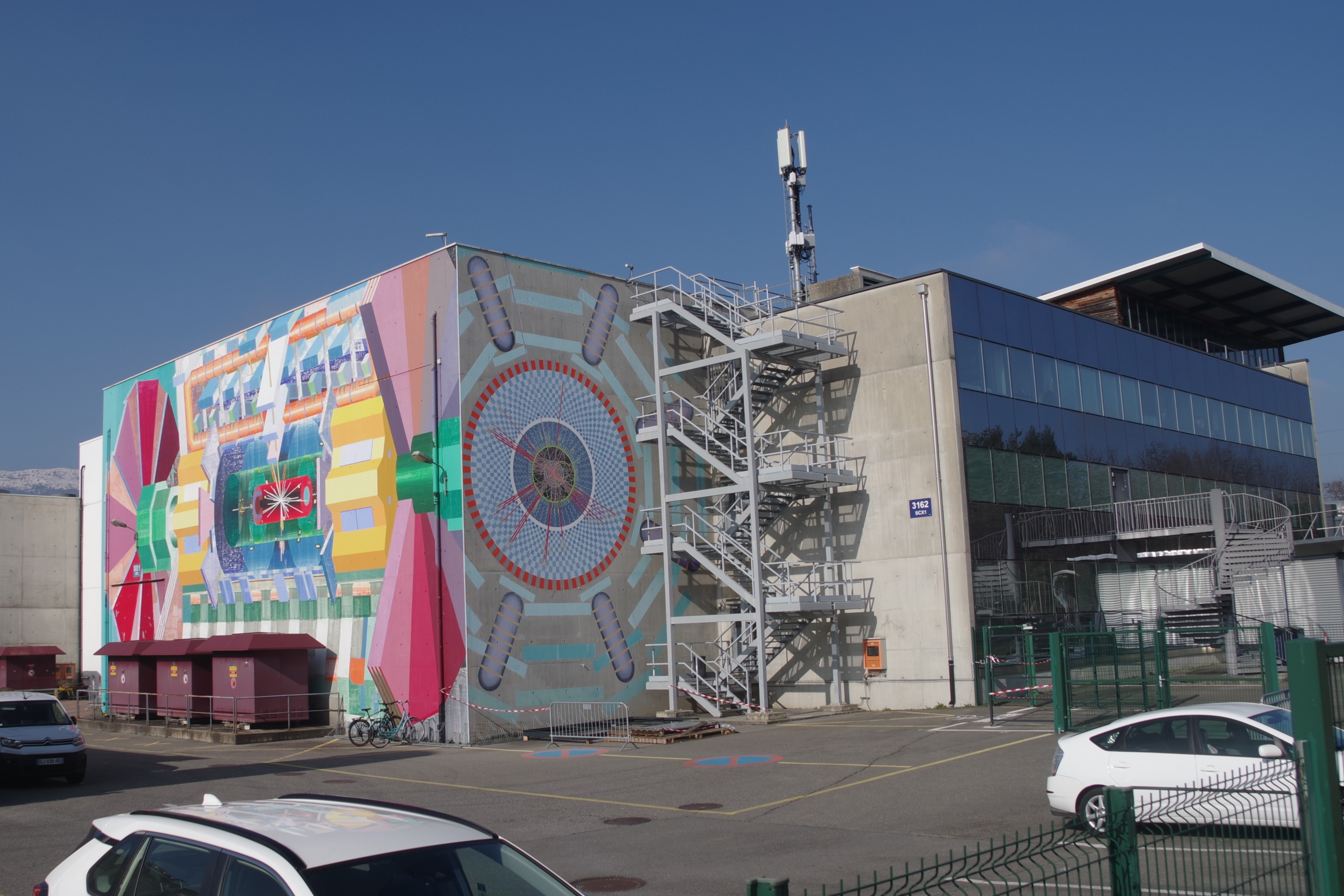
Bâtiment d'ATLAS.
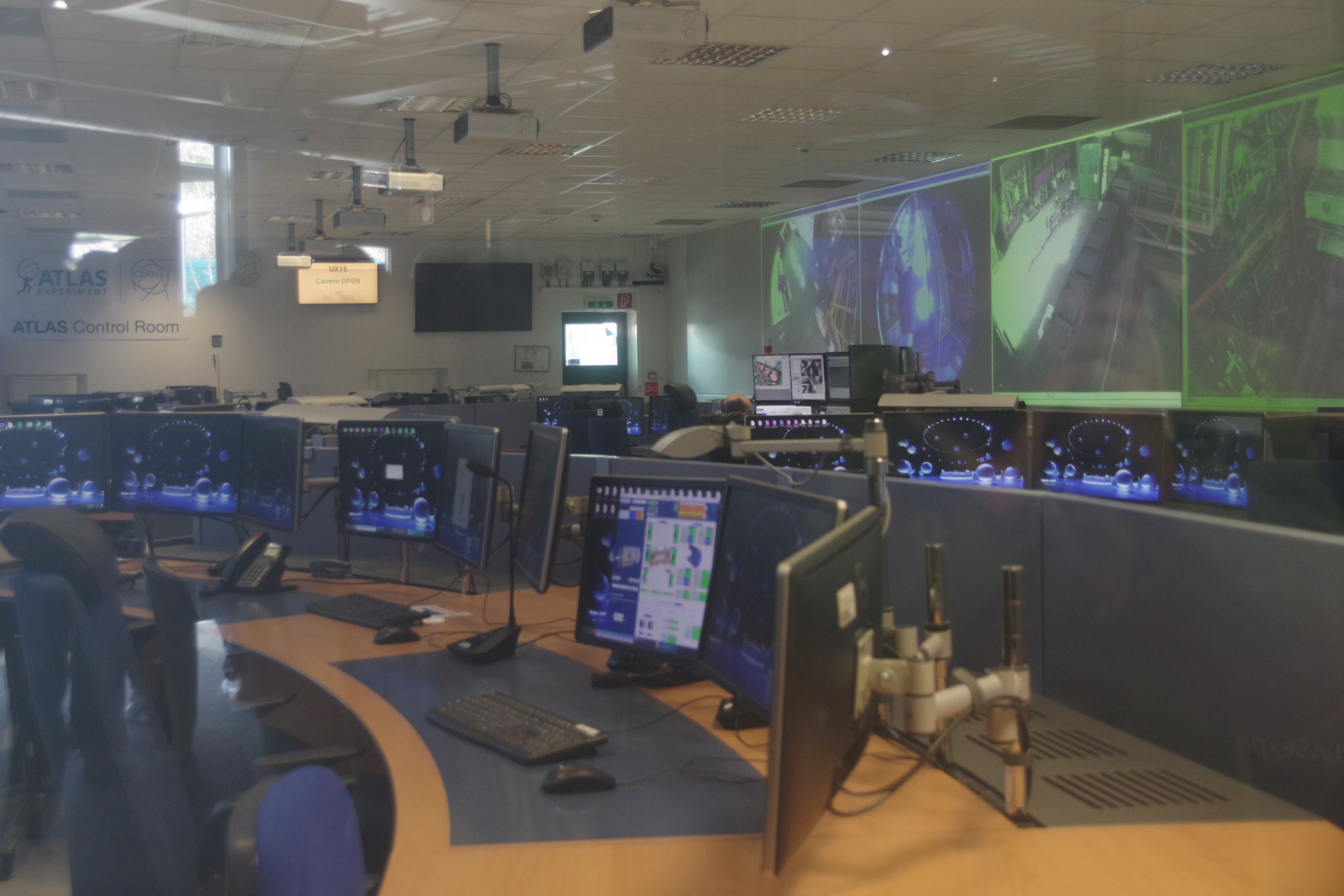
Salle de contrôle d'ATLAS.

## Accès
L'accès en voiture se fait par la route de Meyrin (côté suisse) et par la départementale D984F (côté français) qui rejoignent l'organisation située à la frontière entre la France et la Suisse.
Le CERN est également desservi par la ligne 18 du tramway de Genève des Transports publics genevois (TPG). L'arrêt de tramway, situé sur le territoire suisse, porte le même nom que l'organisation et constitue le terminus nord de la ligne. Un prolongement de la ligne sur le territoire français était en projet mais a finalement été abandonné à la suite de l'annonce de la Suisse du non-financement de cette extension.